# Política da Catalunha
A norma institucional que estabelece a organização política da Catalunha é a Estatuto de Autonomia de 2006. Segundo o que estabelece o Estatuto o autogoverno da Catalunha organiza-se políticamente na Generalidade da Catalunha, conformada pelo Parlamento, a Presidência, o Conselho Executivo e as outras instituições criadas pelo Parlamento. O sistema de organização política da Catalunha está baseado no parlamentarismo.

## Estatuto de Autonomia
O Estatuto de Autonomia é a norma institucional básica da Catalunha, conforme com o estabelecido no artigo oitavo da Constituição espanhola de 1978. Define os direitos e deveres da cidadania da Catalunha, as instituições políticas, as suas competências e relações com o Estado, e o financiamento da Generalitat de Catalunya. O primeiro Estatuto de Autonomia que se redigiu foi o de 1932, conhecido como o Estatuto de Núria, com uma vida muito curta e anulado com o fim da Guerra civil espanhola. O segundo Estatuto de Autonomia, redigido em 1979, restabeleceu o autonomia da Catalunha e esteve em vigor até 2006, quando se redigiu e aprovou, por referendo o atual Estatuto de Autonomia que rege a governação e a política da Catalunha.

## Organização política da Catalunha: AGeneralitat

### Poder legislativo

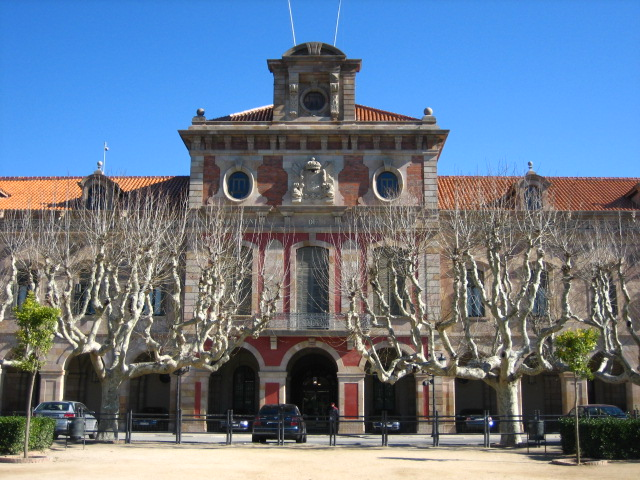
Fachada do Parlamento da Catalunha

O Parlamento da Catalunha é representante do povo da Catalunha. Em virtude da sua origem a partir das eleições democráticas, o Parlamento é suprema e a instituição mais importante da Generalitat, da qual nascem todas as outras, como é o caso dos sistemas parlamentares. O Parlamento catalão é unicameral, independente e inviolável. Desde a sua restauração em 1980 o Parlamento está integrado por 135 deputados eleitos por sufrágio universal.

### Poder executivo
O poder executivo é liderado pelo Presidente da Generalitat da Catalunya. O Presidente é eleito pelo Parlamento e nomeado pelo rei de Espanha. O presidente é a mais alta representação da Generalitat e do Estado espanhol na Catalunha e, portanto, promulga as leis em nome do rei. O Presidente é, ao mesmo tempo, o chefe de governação da Catalunha, dirigindo e coordenando o Conselho Executivo, órgão encarregado das ações da governação. O Presidente tem a faculdade de nomear os conselheiros (cargo equivalente ao estatuto de ministro) e de presidir todas as suas reuniões.

### Poder judicial
Segundo o artigo 95 do Estatuto de Autonomia, o Tribunal Superior de Justiça é o órgão jurisdiccional supremo de Catalunha. As competências do Tribunal Superior de Justiça incluem conhecer os recursos e procedimentos nas diversas ordens institucionais e tutelar os direitos reconhecidos pelo Estatuto. Em todo caso, é competente nos ordens jurisdicionais, civil, contencioso administrativo e social, e em outros que se possam criar no futuro. 
O artigo 94 do Estatuto estabelece a existência do Conselho de Justiça da Catalunha, o órgão de governação do poder judicial da Catalunha. O Conselho é um órgão desconcentrado do Conselho Geral do Poder Judicial sem prejuízo das competências deste.

### Delegações no estrangeiro
A Generalitat possui representações no estrangeiro, nos seguintes países:
Bélgica, França, Inglaterra, Alemanha, Estados Unidos da América, Áustria, Itália e Portugal.

### Conselho Assessor para a Transição Nacional
Tem o objetivo de assessorar a Generalitat no processo de transição nacional da Catalunha e alcançar uma consulta vinculativa ao povo catalão. Este órgão elaborou um total de dezoito relatórios com informação sobre os diferentes aspetos do processo de transição para um estado independente. No seu primeiro relatório recomendou uma pergunta clara e neutra, que se pudesse responder com um «sim» ou «não», e assinalou as diferentes vias a seguir para adiantar no processo de transição nacional

### Outras instituições da Generalitat
As outras instituições da Generalitat são:
- o Conselho de Garantias Estatutárias,
- o Provedor de Justiça (Síndic de Greuges, em catalão)
- a Sindicatura de Contas, e
- o Conselho do Audiovisual da Catalunha.[9]

## Administração local

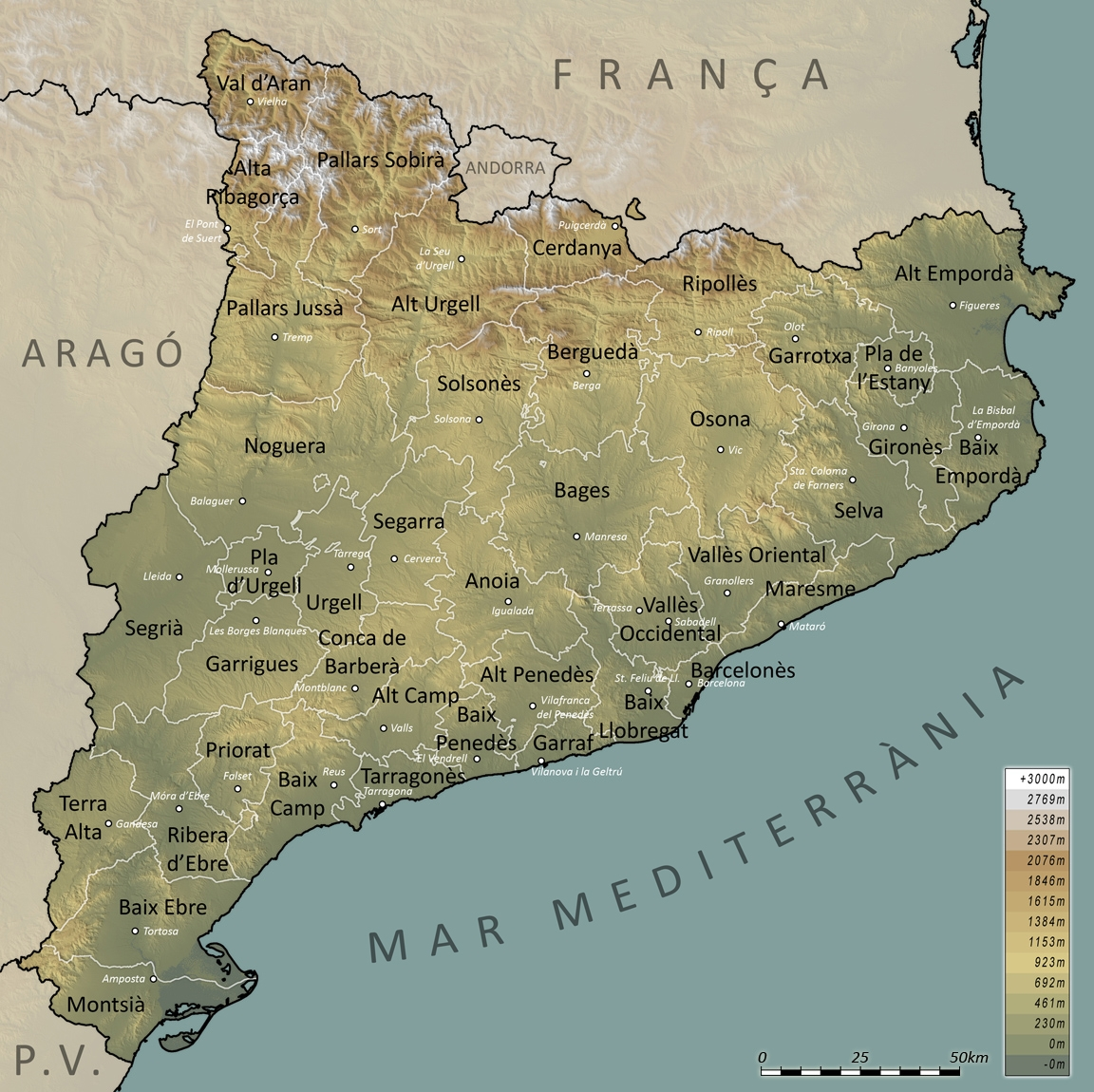
Divisão comarcal da Catalunha

Com a entrada em vigor do Estatuto de Autonomia em 2006, as deputações provinciais, ligadas à administração do Estado Espanhol, desaparecem. A divisão administrativa de Catalunha é então conformada por municípios e comarcas. Os municípios desfrutam de autonomia para o exercício das concorrências que tem encomendadas e a defesa dos interesses próprios da coletividade que representa. 
A comarca configura-se como ente local com personalidade jurídica própria e é formada por municípios para a gestão de competências e serviços locais.

## Partidos políticos da Catalunha e composição atual da legislatura
O resultado das últimas eleições ao Parlamento da Catalunha em 26 de outubro de 2015 foi:
- Juntos pelo Sim: 62 deputados
- Cidadãos - Partido da Cidadania: 25 deputados
- Partido dos Socialistas da Catalunha: 16 deputados
- Catalunha Sim Se Pode: 11 deputados
- PPC: 11 deputados
- Candidatura de Unidade Popular: 10 deputados

Total de deputados pertencentes ao bloco independentista: setenta e dois deputados (maioria absoluta).